# Gsteigwiler
Gsteigwiler est une commune suisse du canton de Berne, située dans l'arrondissement administratif d'Interlaken-Oberhasli.